# Le Voiturier du Mont-Cenis
Pour plus de détails, voir Fiche technique et Distribution.
Le Voiturier du Mont-Cenis (Il vetturale del Moncenisio) est un film italien réalisé par Guido Brignone, sorti en 1954.

## Synopsis
Pendant la campagne d’Italie, le colonel Roger doit impérativement traverser les Alpes du Nord, entre la Savoie et l’Italie en passant derrière les lignes autrichiennes pour porter une missive au général Bonaparte. L'officier français fait alors la rencontre de Jean-Claude Thibaud, voiturier du Val d’Aoste qui vit sur l’alpe avec sa petite fille Juliette et son épouse Geneviève, qui est née orpheline. Apprenant son métier et ses connaissances du terrain, dont les sentiers de la région, Jean-Claude se fait engager pour accompagner Roger mais il est capturé par les Autrichiens qui le passent par les armes. Cependant, il n'en sort que grièvement blessé et survit à au peloton d'exécution lorsque les troupes françaises le sauvent. 
Entre-temps, sa femme qui le croit mort, a fini par découvrir la vérité sur sa naissance en se révélant comme la comtesse d’Aubigny. Néanmoins, pour entrer en pleine possession de sa fortune et de ses titres, Geneviève accepte d’épouser un cousin taré, le comte de Brissac, puis s’établit à Paris. Jean-Claude, désormais guérit, trouve son foyer vide et s’engage dans la Grande Armée par désespoir où il se couvrira de gloire. À la chute de l’Empire, il est mis en demi-solde et se fait conducteur de fiacre à Paris où Brissac dilapide la fortune de sa femme au jeu. Le cousin, qui a besoin de payer des dettes, veut marier Juliette à un affairiste véreux, Morel, alors qu’elle aime le lieutenant Henri Roger, le fils du colonel qui fut fusillé jadis avec son père en Italie. Pour échapper à cette terrible union, elle s’enfuit en banlieue et réussit à s'échapper aux sbire de Brissac. Elle est ainsi sauvée par son père, qui l’a immédiatement reconnue mais garde héroïquement le silence. Plus tard, Roger tue en duel Morel qui lui remet avant de mourir une lettre faisant le récit des forfaits de Brissac. 
Apprenant qu'il est perdu, ce dernier se suicide et Geneviève, désormais libre et riche, peut retrouver son premier mari, qu’elle n’a jamais oublié, tandis que Juliette épouse Roger.

## Fiche technique
- Titre original : Il vetturale del Moncenisio
- Titre français : Le Voiturier du Mont-Cenis ou L'Amour plus fort que la haine[1]
- Réalisation : Guido Brignone
- Scénario : Guido Brignone, Liana Ferri et Ivo Perilli, d'après le roman de Jean Bouchardy
- Photographie : Romolo Garroni
- Musique : Carlo Innocenzi
- Pays de production :  Italie -  France
- Langue originale : italien
- Format : noir et blanc - Son mono
- Genre : drame
- Date de sortie : 
  - Italie : 30 décembre 1954
  - France : 5 décembre 1956[1]
- Affiche : Constantin Belinsky (France)

## Distribution
- Roldano Lupi : Jean Claude Thibaud
- Virna Lisi : Jeanne Thibaud
- Arnoldo Foà : comte di Brissac
- Jean Chevrier : colonel napoleonico
- Rosario Borelli : Henri Roger
- Georges Bréhat : Morel
- Elisa Cegani
- Anita Durante
- Checco Durante
- Cristina Grado
- Luciana Paluzzi
- Gustavo Serena